# Jättekejsarduva
Jättekejsarduva (Ducula goliath) är en fågel i familjen duvor inom ordningen duvfåglar.

## Utbredning och systematik
Fågeln förekommer i bergsskogar på Nya Kaledonien och Île des Pins. Den behandlas som monotypisk, det vill säga att den inte delas in i några underarter.

## Status
IUCN kategoriserar arten som nära hotad.